# غورنيي (مقاطعة روستوف)
غورنيي (بالروسية: Горный) هي مدينة في مقاطعة روستوف أوبلاست في روسيا. يبلغ عدد سكانها حوالي 2643 نسمة.